# Théâtre de marionnettes de Bakou
 (juin 2022).
La mise en forme du texte ne suit pas les recommandations de Wikipédia : il faut le « wikifier ».
Les points d'amélioration suivants sont les cas les plus fréquents. Le détail des points à revoir est peut-être précisé sur la page de discussion.
- Les titres sont pré-formatés par le logiciel. Ils ne sont ni en capitales, ni en gras.
- Le texte ne doit pas être écrit en capitales (les noms de famille non plus), ni en gras, ni en italique, ni en « petit »…
- Le gras n'est utilisé que pour surligner le titre de l'article dans l'introduction, une seule fois.
- L'italique est rarement utilisé : mots en langue étrangère, titres d'œuvres, noms de bateaux, etc.
- Les citations ne sont pas en italique mais en corps de texte normal. Elles sont entourées par des guillemets français : « et ».
- Les listes à puces sont à éviter, des paragraphes rédigés étant largement préférés. Les tableaux sont à réserver à la présentation de données structurées (résultats, etc.).
- Les appels de note de bas de page (petits chiffres en exposant, introduits par l'outil «  Source ») sont à placer entre la fin de phrase et le point final[comme ça].
- Les liens internes (vers d'autres articles de Wikipédia) sont à choisir avec parcimonie. Créez des liens vers des articles approfondissant le sujet. Les termes génériques sans rapport avec le sujet sont à éviter, ainsi que les répétitions de liens vers un même terme.
- Les liens externes sont à placer uniquement dans une section « Liens externes », à la fin de l'article. Ces liens sont à choisir avec parcimonie suivant les règles définies. Si un lien sert de source à l'article, son insertion dans le texte est à faire par les notes de bas de page.
- La présentation des références doit suivre les conventions bibliographiques. Il est recommandé d'utiliser les modèles {{Ouvrage}}, {{Chapitre}}, {{Article}}, {{Lien web}} et/ou {{Bibliographie}}. Le mode d'édition visuel peut mettre en forme automatiquement les références.
- Insérer une infobox (cadre d'informations à droite) n'est pas obligatoire pour parachever la mise en page.

Pour une aide détaillée, merci de consulter Aide:Wikification.
Si vous pensez que ces points ont été résolus, vous pouvez retirer ce bandeau et améliorer la mise en forme d'un autre article.
Le Théâtre de marionnettes de Bakou (azéri : Bakı Marionet Teatrı) est un théâtre de marionnettes à Bakou créé par le réalisateur et artiste Tarlan Gorchu en 1980.

## Histoire
La première représentation du théâtre était la marionnette de l'opéra Arshin Mal Alan d'Uzeyir Hadjibeyli. La première a lieu en France en 1990. La presse française écrit : « Les Marionnettes sont capables de tout ! », « Encore deux nuits de joie ! » Ainsi, à la demande du public, des représentations supplémentaires de « Arshin Mal Alan » ont  lieu.
En 1993, le théâtre change son statut de théâtre municipal, et en 2013 rejoint l'administration Icherisheher. Des conditions plus favorables permettent à l'équipe de concentrer toute son énergie créative sur la mise en scène de l'opéra d'Uzeyir Hadjibeyli « Leyli & Madjnun ». En 2016, le Théâtre se produit pour la première fois sur sa scène permanente.

## Batîment
La façade du bâtiment historique se rapporte à la fin du XIXe siècle avec des éléments architecturaux russes classiques et un décor européen. Dans les années 1960, un violent incendie se déclare dans le bâtiment et il tombe dans un état misérable. Dernièrement, le bâtiment appartient au théâtre de marionnettes, où se déroulent les principaux travaux de reconstruction et de rénovation.

## Restauration
En 2013, le théâtre de marionnettes de Bakou est inclus dans l'administration de la réserve historique et architecturale d'État Ichericheher sous le Cabinet des ministres de la République d'Azerbaïdjan. Avec le grand soutien de la Première Dame et du Premier Vice-Président de la République d'Azerbaïdjan Mehriban Aliyeva, le Département  Ichericheher alloue des fonds pour la restauration. Enfin, les travaux de restauration et de réparation se termine en 2016 et l'équipe du théâtre de marionnettes s'installe à son adresse permanente.

## Réferences
1. ↑  (az) « Teatr », sur Marionet.az (consulté le 23 juin 2022)
2. ↑  (az) « İlham Əliyev İçərişəhərdə Marionet Teatrının açılışında iştirak edib », sur President.az, 24 décembre 2016 (consulté le 23 juin 2022)
3. ↑  (az) « Marionet Teatrında Üzeyir Hacıbəylinin “Leyli və Məcnun” muğam operasının tamaşası göstərilib », sur Azertag.az, 28 décembre 2016 (consulté le 23 juin 2022)